# Liste der denkmalgeschützten Objekte in Baldramsdorf
Die Liste der denkmalgeschützten Objekte in Baldramsdorf enthält die 8 denkmalgeschützten, unbeweglichen Objekte der Gemeinde Baldramsdorf.

## Denkmäler
| Foto |                 | Denkmal                                                                                      | Standort                                            | Beschreibung | Metadaten |
| ---- | --------------- | -------------------------------------------------------------------------------------------- | --------------------------------------------------- | --- | --- |
| ja   | Datei hochladen | Kath. Pfarrkirche hl. Martin und Friedhof HERIS-ID: 53459 Objekt-ID: 61423                   | Baldramsdorf 25 Standort KG: Baldramsdorf           | Die Pfarrkirche ist ein bemerkenswerter zweischiffiger Bau im Stil der Spätgotik. Das Nordschiff ist deutlich breiter als das Südschiff, der Nordchor wesentlich länger als der Südchor. Der Westturm ist in den Untergeschoßen spätgotisch, Obergeschoß und Helm wurden 1885 im neugotischen Stil errichtet. An der Südwand des Langhauses sowie in beiden Chören sind Wandgemälde aus dem 16. Jahrhundert zu sehen. Der barocke Hochaltar ist mit 1773 bezeichnet, die Kanzel stammt aus dem frühen 18. Jahrhundert.             | BDA-Hist.: Q38057215 Status: § 2a Stand der BDA-Liste: 2025-06-30 Name: Kath. Pfarrkirche hl. Martin und Friedhof GstNr.: .82/1, .82/2, .198, 725/3 Pfarrkirche Baldramsdorf                   |
| ja   | Datei hochladen | Haus Kurrent HERIS-ID: 205392seit 2021                                                       | Baldramsdorf 112 Standort KG: Baldramsdorf          | | BDA-Hist.: Q107615963 Status: Bescheid Stand der BDA-Liste: 2025-06-30 Name: Haus Kurrent GstNr.: 836/29                                                                                       |
| ja   | Datei hochladen | Burgruine Obere Ortenburg/Oberburg HERIS-ID: 36044 Objekt-ID: 34897                          | nordwestlich Unterhaus 22 Standort KG: Baldramsdorf | Von der Burg aus der zweiten Hälfte des 12. Jahrhunderts sind Ruinen des Palas, einer Kapelle und eines Turms erhalten. | BDA-Hist.: Q64764990 Status: Bescheid Stand der BDA-Liste: 2025-06-30 Name: Burgruine Obere Ortenburg/Oberburg GstNr.: 1741 Ruine Ortenburg                                                    |
| ja   | Datei hochladen | Hochmittelalterliche Motte, Mittlere, Untere Burg Ortenburg HERIS-ID: 46448 Objekt-ID: 48491 | östlich Unterhaus 22 Standort KG: Baldramsdorf      | Rund um die Hauptburg/Oberburg befinden sich vier weitere Anlagen: Die Reste der hochmittelalterlichen Motte befinden sich östlich der Marhube, auf einem 6 Meter hohen Hügel mit einem unteren Durchmesser von 30 Metern. Südlich der Oberburg liegt die turmbewehrte Vorburg aus dem 15. bis 17. Jahrhundert. Nördlich der Oberburg befinden sich die Mittelburg mit Resten eines massiven Turms aus dem 14./15. Jahrhundert und die Ende des 15. Jahrhunderts von den Ungarn zerstörte, aber danach wiederaufgebaute Unterburg. | BDA-Hist.: Q64764991 Status: Bescheid Stand der BDA-Liste: 2025-06-30 Name: Hochmittelalterliche Motte, Mittlere-, Untere-Burg Ortenburg GstNr.: 1283, 1301/1, 1275, 1302 Ruine Ortenburg      |
| ja   | Datei hochladen | Schloss Ortenburg (Paternschloss), Handwerksmuseum HERIS-ID: 55033 Objekt-ID: 63511          | Unterhaus 18 Standort KG: Baldramsdorf              | Das dreigeschoßige Gebäude aus dem 18. Jahrhundert wurde ursprünglich als Kloster genutzt. | BDA-Hist.: Q17591797 Status: § 2a Stand der BDA-Liste: 2025-06-30 Name: Schloss Ortenburg (Paternschloß), Handwerksmuseum GstNr.: .114, 1217/2 Schloss Ortenburg, Carinthia                    |
| ja   | Datei hochladen | Kath. Filialkirche hl. Nikolaus HERIS-ID: 53730 Objekt-ID: 61751                             | Gendorf 101, in der Nähe Standort KG: Baldramsdorf  | Die an einem Berghang stehende Filialkirche ist ein schlichter einschiffiger Bau vom Anfang des 16. Jahrhunderts. Das Langhaus wurde barock umgestaltet; der Hochaltar entstand um 1670. | BDA-Hist.: Q38058265 Status: § 2a Stand der BDA-Liste: 2025-06-30 Name: Kath. Filialkirche hl. Nikolaus GstNr.: .15                                                                            |
| ja   | Datei hochladen | Kath. Filialkirche hl. Lambertus HERIS-ID: 54187 Objekt-ID: 62355                            | Lampersberg Standort KG: Gschieß                    | Die Filialkirche steht in 950 m Höhe südlich über dem Lurnfeld. Der kleine spätgotische Bau mit hölzernem Dachreiter entstand um 1500. Die bemerkenswerte Holzdecke in Schablonenmalerei stammt aus dem frühen 16. Jahrhundert. | BDA-Hist.: Q38059897 Status: § 2a Stand der BDA-Liste: 2025-06-30 Name: Kath. Filialkirche hl. Lambertus GstNr.: .54 Filialkirche Lampersberg                                                  |
| ja   | Datei hochladen | Kath. Filialkirche hl. Anna und ehem. Friedhofsgelände HERIS-ID: 54560 Objekt-ID: 62865      | Rosenheim Standort KG: Gschieß                      | Die ursprünglich spätgotische Filialkirche wurde im 18. Jahrhundert weitgehend verändert. Sie enthält ein Relief- und Inschriftenfragment eines römerzeitlichen Grabbaus im nahe gelegenen Teurnia. Die Einrichtung stammt aus der Zeit um 1700. | BDA-Hist.: Q38061285 Status: § 2a Stand der BDA-Liste: 2025-06-30 Name: Kath. Filialkirche hl. Anna und ehem. Friedhofsgelände GstNr.: .35, 54/4 Filialkirche hl. Anna Rosenheim, Baldramsdorf |